# Zhang Yangyang
Zhang Yangyang (en chino: 张杨杨; Siping, 20 de febrero de 1989) es una deportista china que compitió en remo.
Participó en dos Juegos Olímpicos de Verano, obteniendo una medalla de oro en Pekín 2008, en la prueba de cuatro scull, y el quinto lugar en Londres 2012, en la misma prueba.

## Palmarés internacional
| Juegos Olímpicos | Juegos Olímpicos | Juegos Olímpicos | Juegos Olímpicos |
| Año              | Lugar            | Medalla          | Prueba           |
| ---------------- | ---------------- | ---------------- | ---------------- |
| 2008             | Pekín (China)    | Medalla de oro   | Cuatro scull     |